# Jungle
Jungle – gatunek muzyczny, wywodzący się z gatunku nazywanego rave. Fana tego gatunku określa się jako junglist.
Po 1992 zaczyna wyodrębniać się jako osobny gatunek muzyki tanecznej, charakteryzujący się łamanym uderzeniem breakbeat w odróżnieniu od uderzeń 4x4 (charakterystyka muzyki house i innych gatunków elektronicznych). Tempo tej muzyki oscyluje wokół 160-180 bpm. W jungle zawsze było kilka podobieństw do hip-hopu. Oba gatunki były zaliczane do "czarnej muzyki". Kiedy jungle uzyskało popularność, otrzymało taką samą falę krytycyzmu jak hip-hop - było "zbyt mroczne", gloryfikowało przemoc oraz gangi. Te same instrumenty były używane do tworzenia obu gatunków: samplery, automaty perkusyjne, mikrofony i sekwencery.
Jungle budowane jest z pociętych, połamanych pętli perkusyjnych, znanych z funk i hip-hop (chodzi o brakujące uderzenie, aczkolwiek z wielokrotnie szybszym tempem) oraz różnorakich sampli. Znakiem rozpoznawczym jungle zawsze było kopiowanie popularnych pętli perkusyjnych (na przykład Amen break), dlatego często można usłyszeć popularniejsze z nich w wielu utworach.
Niektórzy definiowali "jungle" jako reprezentujący głębszy i mroczniejszy dźwięk beatów i linii basu, podczas gdy inni widzieli połączenie z plemiennymi bębnami, perkusją i prostotą.
Jungle osiągnęło szczyt popularności między rokiem 1994 a 1995. Wtedy zaczęto tworzyć kompilacje najpopularniejszych utworów na płytach CD. Później jungle ewoluuje i wykształca się z niego drum and bass. Drum and bass różni się od jungle przede wszystkim mniej skomplikowanym układem beatu, nieco wolniejszym tempem i skoncentrowaniem się na linii basu. Nie należy też mylić jungle czy drum'n'bassu z gatunkiem muzyki breakbeat, z wolniejszym rytmem i mniej dominującymi elementami basowymi.

## Jungle dzisiaj
Termin "jungle" jest często używany do określania drum'n'bassu. Niektórzy twierdzą, że jungle jest zupełnie inny od drum'n'bassu mimo postępowych zmian. Takie myślenie jest spowodowane przez różne interpretacje tego gatunku stworzone pod koniec lat dziewięćdziesiątych przez rozmaitych artystów. Dobrze rozwija się podziemny ruch tworzący i rozwijający utwory w stylu sprzed dwóch dekad. Kilku producentów zauważyło nowy entuzjazm wywołany tradycyjnym jungle. Grupa Rudimetal, która osiągnęła szczyt popularności w Wielkiej Brytanii używa elementów jungle i breakbeatu w swojej muzyce. Angielski muzyk Example ogłosił, że jego kolejny album, który ukaże się prawdopodobnie w marcu 2014, będzie zawierał elementy jungle i innych gatunków rave z lat 90.

## Ważni artyści
- A Guy Called Gerald
- Andy C
- Aphrodite
- Congo Natty
- Dillinja
- DJ Hype
- DJ Krust
- DJ Zinc
- Ed Rush
- Goldie
- Micky Finn
- Omni Trio
- The Prodigy